# Ҟ
Ҟ, ҟ е буква от кирилица. Обозначава мъжечната изтласкваща съгласна /q’/. Използва се в абхазкия език, където е 26-а буква в азбуката. Буквата Ҟ произлиза от кирилското К. Транслитерира се на латиница като q̇, k̄, q или q’, а в грузинския вариант на абхазката азбука – като ყ. Интересо е да се отбележи, че в някои шрифтове малката буква е изобразявана като латинско k с по-високо ченгелче.

## Кодове
| Буква  | Уникод |
| ------ | ------ |
| Главна | U+049E |
| Малка  | U+049F |

В други кодировки буквата Ҟ отсъства.